# 25 czerwca
25 czerwca jest 176. (w latach przestępnych 177.) dniem w kalendarzu gregoriańskim. Do końca roku pozostaje 189 dni.

## Święta
- Imieniny obchodzą: Adelbert, Antyd, Dorota, Eulogiusz, Febron, Febronia, Fiebrosław, Kineburga, Łucja, Maksym, Prosper, Prospera, Sozypater, Tolisława i Wilhelm.
- Chorwacja, Słowenia – Dzień Państwowości
- Kościół luterański – Pamiątka Wyznania Augsburskiego (święto obchodzone w rocznicę ogłoszenia Konfesji Augsburskiej)
- Światowy Dzień Chorych na Bielactwo[1] (ustanowiony w 2011 w rocznicę śmierci Michaela Jacksona, który cierpiał na bielactwo nabyte od początku lat 80. XX wieku aż do śmierci, która nastąpiła 25 czerwca 2009 r.)
- Międzynarodowe – Dzień Marynarza (ustanowiony w 2010 przez IMO)
- Mozambik – Święto Niepodległości
- Wspomnienia i święta w Kościele katolickim[2][3] obchodzą:
  - bł. Dorota z Mątowów (zw. również Dorotą z Mątów)
  - św. Maksym z Turynu (biskup)
  - św. Prosper z Akwitanii (ojciec Kościoła)
  - św. Wilhelm z Vercelli (opat)
  - Najświętszej Maryi Panny Świętogórskiej z Gostynia[4]
  - Błogosławiona Maria Lhuilier (dziewica i męczennica)[4]

## Wydarzenia w Polsce
- 1447 – W katedrze wawelskiej arcybiskup gnieźnieński Wincenty Kot koronował na króla Polski Kazimierza IV Jagiellończyka.
- 1453 – W Poznaniu został spalony na stosie za herezję husyta i burmistrz Zbąszynia Mikołaj Grunberg.
- 1546 – Benedykt Izdbieński został biskupem poznańskim.
- 1573 – W Poznaniu otwarto szkołę jezuicką, której rektorem został ks. Jakub Wujek.
- 1656 – Potop szwedzki: w Malborku zawarto szwedzko-brandenburski traktat zbrojny przeciwko Polsce.
- 1736 – Zebrał się Sejm pacyfikacyjny, który zakończył wojnę domową jaka miała miejsce po śmierci króla Augusta II Mocnego w 1733 roku.
- 1771 – Klęska Konfederatów barskich w bitwie pod Charchwiem i Charchówkiem.
- 1792 – W Ostrogu na Wołyniu po raz pierwszy wręczono Ordery Virtuti Militari. Udekorowano nimi 15 oficerów i żołnierzy biorących udział w zwycięskiej bitwie pod Zieleńcami z Rosjanami.
- 1800 – W Pszczynie oddano do użytku pałac Książęca Bażantarnia.
- 1807 – IV koalicja antyfrancuska: w pałacu w Goszycach pruski komendant Twierdzy Kłodzko podpiasał akt kapitulacji wobec oblegających miasto wojsk francuskch.
- 1833 – Spłonął zamek w Ełku.
- 1903 – W wyborach do Reichstagu w okręgu Katowice-Zabrze pierwszym polskim posłem z Górnego Śląska został wybrany Wojciech Korfanty.
- 1911:
  - Otwarto Teatr Leśny w Gdańsku.
  - We Lwowie założono Związek Polski Piłki Nożnej.
- 1941:
  - NKWD rozpoczęło likwidację więźniów osadzonych w więzieniu w Stryju. W ciągu kilku dni zamordowano od 100 do kilkuset osób.
  - We Lwowie NKWD rozpoczęło systematyczną eksterminację więźniów osadzonych w tamtejszych więzieniach. W ciągu czterech dni zamordowano od 3,5 do 7 tys. osób.
- 1943:
  - Nieudany zamach na Ernsta Dürrfelda, niemieckiego komisarza warszawskich przedsiębiorstw miejskich.
  - Wybuchło powstanie w getcie żydowskim w Częstochowie.
- 1944 – Przerwaniem niemieckiego okrążenia zakończyła się największa bitwa partyzancka na ziemiach polskich podczas II wojny światowej, stoczona w Lasach Janowskich i Puszczy Solskiej na południu Lubelszczyzny (9-25 czerwca).
- 1947 – W wyniku katastrofy podczas odbudowy Mostu im. Ignacego Mościckiego w Puławach zginęło 3 robotników, a 11 zostało rannych, spośród których 3 zmarło w szpitalu.
- 1970 – Podniesiono banderę na niszczycielu ORP „Warszawa”.
- 1971 – Premiera filmu psychologicznego Martwa fala w reżyserii Stanisława Lenartowicza.
- 1976:
  - Czerwiec 1976: dzień po zapowiedzi podwyżek cen, m.in. mięsa o 69% i cukru o 100%, w Radomiu, Ursusie i Płocku rozpoczęły się strajki robotnicze. Strajki na mniejszą skalę odbyły się w Łodzi, Starachowicach, Grudziądzu i Nowym Targu.
  - Premiera filmu obyczajowego Wielki układ w reżyserii Andrzeja Jerzego Piotrowskiego.
- 1992 – W Białymstoku zarejestrowano Radę Programową Tygodnika Białorusinów w Polsce "Niwa".
- 1997 – Sejm RP przyjął ustawę o świadku koronnym.
- 1998 – Na parkingu przed swym domem w Warszawie został zamordowany były komendant główny Policji gen. Marek Papała.
- 2000 – Nadano imię podarowanej przez Amerykanów fregacie rakietowej ORP „Generał Kazimierz Pułaski”.
- 2003 – Holenderskie feministki z organizacji Kobiety na falach wpłynęły bez zezwolenia statkiem aborcyjnym „Langenort” do portu we Władysławowie.
- 2007 – Z wizytą do Polski przybył król Arabii Saudyjskiej Abd Allah ibn Abd al-Aziz Al Su’ud.
- 2008 – Bohdan Zdziennicki został powołany na prezesa Trybunału Konstytucyjnego.
- 2010 – Sejm RP przyjął Ustawę o sporcie.
- 2015 – Małgorzata Kidawa-Błońska została wybrana na stanowisko marszałka Sejmu RP.
- 2022 – Adam Małysz został wybrany na stanowisko prezesa Polskiego Związku Narciarskiego.

## Wydarzenia na świecie

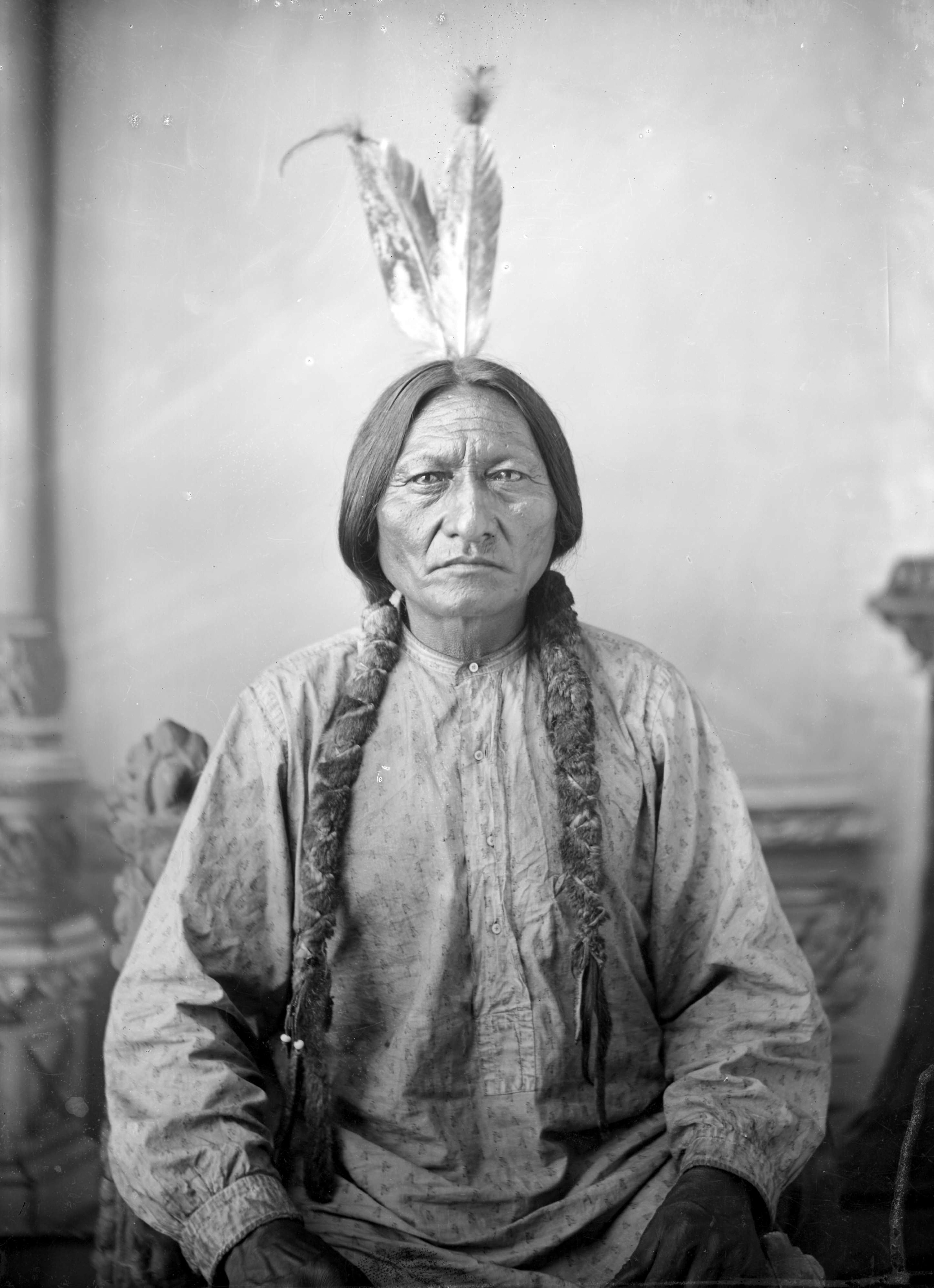
Siedzący Byk – wódz Indian w bitwie nad Little Big Horn (1876)

- 253 – Lucjusz I został papieżem.
- 524 – Wojna Franków z Burgundami: zwycięstwo wojsk burgundzkich w bitwie pod Vézeronce.
- 841 – W bitwie pod Fontenoy-en-Puisage Lotar został pokonany przez połączone wojska braci Ludwika Niemieckiego i Karola Łysego.
- 1080 – Biskupi niemieccy i włoscy zebrani na synodzie w Brixen w Tyrolu ogłosili papieża Grzegorza VII pozbawionym tiary. Antypapieżem obwołano arcybiskupa Wiberta z Rawenny, który przybrał imię Klemens III.
- 1134 – Został zamordowany król Danii Niels Stary, a jego miejsce zajął Eryk II Pamiętny.
- 1170 – 7-letni Kanut VI został koronowany na króla Danii.
- 1183 – Zawarto pokój w Konstancji między cesarzem rzymskim Fryderykiem I Barbarossą a miastami zrzeszonymi w Lidze Lombardzkiej.
- 1483 – 12-letni król Anglii Edward V York został zdetronizowany przez parlament, a nowym królem został jego stryj Ryszard III York.
- 1530 – Na Sejmie Rzeszy odczytano Konfesję Augsburską.
- 1569 – Wojny religijne hugenockie: zwycięstwo hugenotów nad wojskami króla Francji Karola IX Walezjusza w bitwie pod La Roche-l’Abeille.
- 1580 – W Dreźnie została wydana Księga zgody – zbiór ksiąg symbolicznych Kościoła luterańskiego.
- 1599 – Włoski malarz Caravaggio podpisał kontrakt na ozdobienie kaplicy Contarellich w kościele św. Ludwika Króla Francji w Rzymie, w ramach którego powstały obrazy: Męczeństwo św. Mateusza, Powołanie św. Mateusza i Święty Mateusz i anioł.
- 1608 – Na zamku w Libeniu (obecnie część Pragi) został podpisany traktat pokojowy między cesarzem Rudolfem II Habsburgiem i jego bratem arcyksięciem Maciejem.
- 1678 – Wenecjanka Elena Cornaro Piscopia jako pierwsza kobieta otrzymała stopień naukowy doktora.
- 1710 – Wojna o sukcesję hiszpańską: wojska austriacko-angielskie zdobyły francuską twierdzę Douai.
- 1741 – Maria Teresa Habsburg została koronowana w Bratysławie na królową Węgier.
- 1783 – Założono miasto Concepción del Uruguay w Argentynie.
- 1788 – Wirginia jako 10. stan wstąpiła do Unii.
- 1806 – Podczas inwazji na La Platę wojska brytyjskie zdobyły miasto Quilmes pod Buenos Aires.
- 1807 – W trakcie negocjacji pokojowych w Tylży na tratwie zacumowanej pośrodku granicznego Niemna spotkali się po raz pierwszy Napoleon Bonaparte i cesarz Rosji Aleksander I Romanow.
- 1830 – Powołano do życia Królewską Policję Gibraltaru.
- 1839 – Książę Serbii Miłosz I Obrenowić abdykował na rzecz swego syna Milana.
- 1847 – Założono Fort Yukon na Alasce.
- 1848 – Rudolf von Auerswald został premierem Prus.
- 1861 – Abdülaziz został sułtanem Imperium Osmańskiego.
- 1862 – Wojna secesyjna: rozpoczęła się bitwa siedmiodniowa.
- 1864 – Karol I został królem Wirtembergii.
- 1876 – Zdecydowane zwycięstwo Indian pod wodzą Siedzącego Byka nad wojskiem amerykańskim w bitwie nad Little Big Horn w Montanie.
- 1892 – W Turynie została założona Międzynarodowa Federacja Wioślarska (FISA).
- 1894 – Prezydent Francji Sadi Carnot zmarł od ran zadanych sztyletem poprzedniego dnia przez włoskiego anarchistę.
- 1895 – W Wielkiej Brytanii powstał trzeci rząd lorda Salisbury’ego.
- 1896 – Federico Errázuriz Echaurren został wybrany przez kolegium elektorskie na urząd prezydenta Chile
- 1901 – Germán Riesco został wybrany przez kolegium elektorskie na urząd prezydenta Chile.
- 1910 – W Paryżu odbyła się prapremiera baletu Ognisty ptak z muzyką Igora Strawińskiego i librettem oraz choreografią Michaiła Fokina.
- 1914:
  - Seria eksplozji materiałów chemicznych w garbarni w Salem w stanie Massachusetts doprowadziła do pożaru miasta, w wyniku którego zniszczeniu uległo 1376 budynków, a 18 tys. osób straciło dach nad głową lub pracę.
  - Założono norweski klub piłkarski Aalesunds FK.
- 1915 – Juan Luis Sanfuentes został wybrany przez kolegium elektorskie na urząd prezydenta Chile.
- 1920:
  - Arturo Alessandri Palma został wybrany przez kolegium elektorskie na urząd prezydenta Chile.
  - W Niemczech utworzono rząd Konstantina Fehrenbacha.
- 1923 – Założono klub sportowy Rapid Bukareszt.
- 1929:
  - Założono chorwacki klub piłkarski Inter Zaprešić.
  - Zwodowano francuski oceaniczny okręt podwodny „Monge”.
- 1938 – Douglas Hyde został pierwszym prezydentem Irlandii.
- 1940 – Kampania francuska: zakończyła się ewakuacja wojsk alianckich z zachodniej Francji (15-25 czerwca).
- 1941:
  - Kryzys przesilenia letniego: rząd szwedzki, wbrew ogłoszonej neutralności, zgodził się na tranzyt wojsk niemieckich na front wschodni.
  - Po atakach sowieckiego lotnictwa bombowego na fińskie miasta Finlandia wypowiedziała wojnę ZSRR.
  - W Kownie doszło do pogromu ludności żydowskiej.
  - W lesie Rainiai na Litwie funkcjonariusze NKWD i żołnierze Armii Czerwonej zamordowali 76 więźniów przywiezionych z więzienia w Telszach.
- 1944 – Wojna fińsko-radziecka: rozpoczęła się bitwa pod Tali-Ihantala.
- 1945:
  - Dokonano oblotu japońskiego specjalnego (samobójczego) samolotu szturmowego Kokusai Ta-go.
  - Einar Gerhardsen został premierem Norwegii.
  - Seán T. O’Kelly został prezydentem Irlandii.
- 1947:
  - Dokonano oblotu bombowca Boeing B-50 Superfortress.
  - Premiera japońskiego melodramatu Cudowna niedziela w reżyserii Akiry Kurosawy.
  - W Holandii ukazało się pierwsze (okrojone) wydanie Dziennika Anne Frank.
- 1948 – Pisarz emigracyjny związany z miesięcznikiem „Kultura” Andrzej Bobkowski wyjechał na stałe z Europy do Gwatemali.
- 1949 – Muhsin al-Barazi został premierem Syrii.
- 1950 – Wojska północnokoreańskie zaatakowały Koreę Południową; początek wojny koreańskiej.
- 1955 – W niemieckim Akwizgranie założono Europejską Wspólnotę Historycznych Strzelców.
- 1957:
  - Nad Zatoką Meksykańską uformował się huragan Audrey, który w następnych dniach zabił 416 osób w USA i Kanadzie.
  - W swym pierwszym meczu reprezentacja Tunezji w piłce nożnej pokonała w Tunisie Algierię 2:1.
- 1958 – Premiera westernu Bravados w reżyserii Henry’ego Kinga.
- 1959 – Éamon de Valera został prezydentem Irlandii.
- 1962:
  - Sąd Najwyższy Stanów Zjednoczonych orzekł, że obowiązkowe modlitwy przed lekcjami w szkołach publicznych są niezgodne z konstytucją.
  - Założono Front Wyzwolenia Mozambiku (FRELIMO).
- 1965 – Surgut na Syberii otrzymał prawa miejskie.
- 1966 – Jugosławia i Watykan wznowiły stosunki dyplomatyczne.
- 1970 – Rozpoczęto budowę pierwszej w Europie linii kolejowej dużych prędkości Florencja-Rzym.
- 1971 – Sformowano zespół akrobacyjny kanadyjskich sił powietrznych Snowbirds.
- 1973 – Erskine Hamilton Childers został prezydentem Irlandii.
- 1974 – Wystrzelono stację orbitalną Salut3.
- 1975 – Mozambik uzyskał niepodległość (od Portugalii).
- 1977 – 65-letni Roy Sullivan, strażnik parku narodowego Shenandoah w Wirginii, został po raz siódmy i ostatni trafiony piorunem, co Księga rekordów Guinnessa uznaje za największą liczbę porażeń przeżytych przez jedną osobę.
- 1978:
  - Podczas parady w San Francisco po raz pierwszy została użyta tęczowa flaga jako symbol ruchu LGBT.
  - W finale rozgrywanych w Argentynie piłkarskich Mistrzostw Świata reprezentacja gospodarzy pokonała po dogrywce Holandię 3:1.
- 1979 – W belgijskim mieście Mons zachodnioniemiecka Frakcja Czerwonej Armii (RAF) dokonała nieudanego zamachu bombowego na naczelnego dowódcę wojsk NATO w Europie, amerykańskiego generała Alexandra Haiga. W zamachu rannych zostało trzech jego ochroniarzy.
- 1988 – W finale rozgrywanych w RFN piłkarskich Mistrzostw Europy Holandia pokonała ZSRR 2:0.
- 1991:
  - Chorwacja i Słowenia proklamowały niepodległość (od Jugosławii).
  - Podczas kongresu w Rzymie została założona Unia Europejskich Lig Koszykarskich (ULEB).
- 1992 – Rozpoczęła się misja STS-50 wahadłowca Columbia.
- 1993:
  - Kim Campbell i Tansu Çiller zostały pierwszymi kobietami-premierami w historii Kanady i Turcji.
  - Premiera komedii romantycznej Bezsenność w Seattle w reżyserii Nory Ephron.
- 1996 – 19 żołnierzy amerykańskich zginęło, a 372 osoby zostały ranne w zamachu bombowym na amerykańskie centrum mieszkalne w saudyjskim Al-Chubar.
- 1997 – Erupcja wulkanu Soufrière Hills na wyspie Montserrat na Morzu Karaibskim.
- 1998:
  - Na rynek trafił system operacyjny Windows 98.
  - Została podpisana Konwencja z Aarhus o Dostępie do Informacji, Udziale Społeczeństwa w Podejmowaniu Decyzji oraz Dostępie do Sprawiedliwości w Sprawach Dotyczących Środowiska.
- 2000 – Rządząca Partia Liberalno-Demokratyczna wygrała wybory parlamentarne w Japonii.
- 2004 – W mieście Irbit otwarto jedyne w Rosji Państwowe Muzeum Motocykli.
- 2005 – Opozycyjna koalicja lewicowa wygrała wybory parlamentarne w Bułgarii.
- 2006:
  - Palestyńscy bojownicy uprowadzili kaprala armii izraelskiej Gilada Szalita.
  - W Nowosybirsku odsłonięto Pomnik Sygnalizacji Świetlnej.
- 2010 – Huragan Alex zaatakował Amerykę Środkową.
- 2011 – Po raz pierwszy obchodzono Międzynarodowy Dzień Marynarza.
- 2013:
  - Emir Kataru Hamad ibn Chalifa Al Sani abdykował na rzecz swego syna Tamima.
  - W ataku talibów na budynki rządowe i pałac prezydencki w Kabulu zginęło 17 osób (14 napastników i 3 strażników), a jedna została ranna.
- 2014 – W Libii odbyły się wybory do Izby Reprezentantów, która zastąpiła Powszechny Kongres Narodowy.
- 2016:
  - Guðni Th. Jóhannesson wygrał wybory prezydenckie na Islandii.
  - W rozegranym na Stade Geoffroy-Guichard we francuskim Saint-Étienne meczu ⅛ finału XV Mistrzostw Europy w Piłce Nożnej Polska pokonała (po remisie 1:1 w regulaminowym czasie i po dogrywce) w rzutach karnych Szwajcarię 5:4.
- 2017 – W Bahawalpur w pakistańskiej prowincji Pendżab ponad 200 osób zginęło, a ponad 150 zostało rannych w wyniku wybuchu przewróconej cysterny, z której okoliczna ludność zbierała wyciekające paliwo.
- 2021 – Uchnaagijn Chürelsüch został prezydentem Mongolii.
- 2025 – Astronauta Sławosz Uznański-Wiśniewski, jako drugi Polak, poleciał w kosmos.

## Urodzili się
- 1242 – Beatrycze Plantagenet, księżniczka angielska, hrabina Richmond (zm. 1275)
- 1373 – Joanna II, królowa Neapolu (zm. 1435)
- 1441 – Fryderyk I Gonzaga, kondotier, markiz Mantui (zm. 1484)
- 1507 – Maria Jakobina, księżniczka badeńska, księżna bawarska (zm. 1580)
- 1552 – Hans von Schweinichen, niemiecki dworzanin książąt legnickich, pamiętnikarz (zm. 1616)
- 1560:
  - Wilhelm Fabricius, niemiecki lekarz, chirurg (zm. 1634)
  - (data chrztu) Juan Sánchez Cotán, hiszpański malarz (zm. 1627)
- 1568 – Gunilla Bielke, królowa Szwecji (zm. 1597)
- 1580 – Piotr Klawer, hiszpański jezuita, misjonarz, święty (zm. 1654)
- 1603 – Marianna Marchocka, polska karmelitanka bosa, mistyczka, Służebnica Boża (zm. 1652)
- 1612 – Jan Albert Waza, polski królewicz, duchowny katolicki, biskup krakowski i warmiński, kardynał (zm. 1634)
- 1623 – Giuseppe Tricarico, włoski kompozytor (zm. 1697)
- 1632 – Klara Augusta z Brunszwiku-Lüneburg, księżna Wirtembergii-Neuenstadt (zm. 1700)
- 1667 – Johann Franz Buddeus, niemiecki filozof i teolog ewangelicko-luterański (zm. 1729)
- 1702 – Antonio Sersale, włoski duchowny katolicki, arcybiskup Neapolu, kardynał (zm. 1775)
- 1709 – Francesco Araja, włoski kompozytor (zm. 1770)
- 1730 – František Berchtold, słowacki duchowny katolicki, biskup bańskobystrzycki (zm. 1793)
- 1737 – Charles FitzRoy, brytyjski arystokrata, wojskowy, polityk (zm. 1797)
- 1742 – Karl Friedrich von Conradi, niemiecki filantrop, patrycjusz gdański (zm. 1798)
- 1755 – Wilhelmina Luiza Hessen-Darmstadt, wielka księżna Rosji (zm. 1776)
- 1759 – William Plumer, amerykański polityk, senator (zm. 1850)
- 1779 – Paweł Jerzmanowski, polski generał (zm. 1862)
- 1789 – Silvio Pellico, włoski pisarz (zm. 1854)
- 1803:
  - Sumner Lincoln Fairfield, amerykański poeta, prozaik (zm. 1844)
  - Robert Scott Lauder, szkocki malarz (zm. 1869)
- 1805 – Maria da Assunção, infantka portugalska (zm. 1834)
- 1811 – John William Casilear, amerykański malarz (zm. 1893)
- 1813 – Pierre Michaux, francuski kowal, wynalazca (zm. 1883)
- 1814:
  - Gabriel Auguste Daubrée, francuski geochemik, geololog, mineralog (zm. 1896)
  - François Fertiault, francuski pisarz (zm. 1915)
- 1816 – Victor-Félix Bernadou, francuski duchowny katolicki, arcybiskup Sens, kardynał (zm. 1891)
- 1818 – Eduard Jäger von Jaxtthal, austriacki okulista (zm. 1884)
- 1819 – Alessandro Franchi, włoski kardynał, dyplomata (zm. 1878)
- 1820 – Pōmare III, król Tahiti (zm. 1827)
- 1821:
  - Julius Albert Licht, niemiecki architekt, budowniczy (zm. 1898)
  - Tadeusz Morawski, polski działacz społeczny, polityk (zm. 1888)
- 1827 – Hugh Childers, brytyjski polityk (zm. 1896)
- 1829:
  - Elizabeth Siddal, brytyjska modelka, poetka, malarka (zm. 1862)
  - Paul Verne, francuski pisarz, marynarz (zm. 1897)
- 1836 – Teodor Żychliński, polski heraldyk, pamiętnikarz, dziennikarz, działacz kulturalny (zm. 1909)
- 1837 – Charles Yerkes, amerykański finansista (zm. 1905)
- 1839 – Nektariusz (Dimitrijević), serbski duchowny prawosławny, biskup vršacki (zm. 1895)
- 1842 – Eloy Alfaro, ekwadorski generał, polityk, prezydent Ekwadoru (zm. 1912)
- 1846 – Karl Szmidt, rosyjski polityk, burmistrz Kiszyniowa pochodzenia niemiecko-polskiego (zm. 1928)
- 1848 – Peter P. Mahoney, amerykański pokityk (zm. 1889)
- 1850 – Ignacy Warmiński, polski duchowny katolicki, historyk (zm. 1909)
- 1852 – Antoni Gaudí, kataloński architekt, inżynier (zm. 1926)
- 1854 – Wincenta Tarnawska, polska działaczka społeczna (zm. 1943)
- 1856 – Stanisław Nowosielecki, polski polityk (zm. 1918)
- 1858:
  - Ludwig Bruns, niemiecki neurolog (zm. 1916)
  - Georges Courteline, francuski dramaturg, prozaik (zm. 1929)
- 1859 – Adolf von Steiger, szwajcarski polityk, kanclerz federalny (zm. 1925)
- 1860:
  - Gustave Charpentier, francuski kompozytor (zm. 1956)
  - Jan Sas-Zubrzycki, polski architekt (zm. 1935)
- 1862 – Władysław Sujkowski, polski inżynier technolog, przedsiębiorca, oficer (zm. 1935)
- 1863:
  - Jules Gratier, francuski generał (zm. 1956)
  - Gakutarō Ōsawa, japoński anatom (zm. 1920)
  - Aleksandr Szczerbak, rosyjski neurolog, psychiatra, fizjoterapeuta (zm. 1934)
- 1864:
  - Walther Nernst, niemiecki fizyk, chemik, laureat Nagrody Nobla (zm. 1941)
  - Arthur von Pongrácz, austriacki jeździec sportowy (zm. 1942)
- 1865 – Robert Henri, amerykański malarz (zm. 1929)
- 1869 – Władysław Sadłowski, polski architekt (zm. 1940)
- 1870:
  - Jan Grodek, polski drukarz, przedsiębiorca (zm. 1952)
  - Józef Kantor, polski nauczyciel, etnograf (zm. 1920)
  - Bronisław Sobolewski, polski prawnik, polityk, minister sprawiedliwości (zm. 1924)
- 1875 – Domingo Díaz Arosemena, panamski ekonomista, finansista, polityk, prezydent Panamy (zm. 1949)
- 1876 – Josef Wiesel, austriacki internista (zm. 1928)
- 1880:
  - Artur Chojecki, polski psycholog, poeta, tłumacz (zm. 1951)
  - Charles Huntziger, francuski generał (zm. 1941)
- 1881:
  - Paweł Hulka-Laskowski, polski pisarz, działacz kulturalny (zm. 1946)
  - Robert Vansittart, brytyjski arystokrata, dyplomata (zm. 1957)
- 1884:
  - Sadako Kujō, cesarzowa Japonii (zm. 1951)
  - Guilherme Paraense, brazylijski strzelec sportowy (zm. 1968)
- 1885 – Jan Bajsarowicz, polski polityk, poseł na Sejm RP (zm. 1927)
- 1886:
  - Henry H. Arnold, amerykański generał (zm. 1950)
  - Iwan Krypjakewycz, ukraiński historyk (zm. 1967)
  - James McIntyre, amerykański duchowny katolicki, arcybiskup Los Angeles, kardynał (zm. 1979)
  - Nicolae Petrescu, rumuński filozof, socjolog, antropolog społeczny (zm. 1954)
- 1888 – Antonius van Loon, holenderski przeciągacz liny (zm. 1962)
- 1890:
  - Charlotte Greenwood, amerykańska tancerka, aktorka (zm. 1977)
  - Franciszek Łukasiewicz, polski pianista (zm. 1950)
  - Hans Marchwitza, niemiecki pisarz pochodzenia polskiego (zm. 1965)
  - Wacław Scaevola-Wieczorkiewicz, polski generał brygady (zm. 1969)
- 1891 – Frank Synott, amerykański hokeista (zm. 1945)
- 1892:
  - Shirō Ishii, japoński lekarz, mikrobiolog, zbrodniarz wojenny (zm. 1959)
  - Samuel Zachary Orgel, amerykański pediatra, psychoanalityk (zm. 1982)
- 1894:
  - Hermann Oberth, austriacko-niemiecki fizyk, wynalazca (zm. 1989)
  - Nazli Sabri, królowa Egiptu i Sudanu (zm. 1978)
- 1896:
  - Alfred Anderson, szkocki weteran I wojny światowej (zm. 2005)
  - John Langley, amerykański hokeista (zm. 1967)
  - Władysław Marmurowicz, polski major piechoty, żołnierz AK (zm. 1944)
- 1898 – Guillaume d’Ornano, francuski hrabia, przemysłowiec, polityk, dyplomata (zm. 1985)
- 1899:
  - Antonio De Miguel, argentyński piłkarz (zm. 1976)
  - Joseph Kiwánuka, ugandyjski duchowny katolicki, arcybiskup Rubaga (zm. 1966)
  - Gabriele Mucchi, włoski malarz, grafik, architekt (zm. 2002)
- 1900:
  - Louis Mountbatten, brytyjski arystokrata, polityk, wicekról Indii (zm. 1979)
  - Franz Zinecker, niemiecki funkcjonariusz i zbrodniarz nazistowski (zm. ?)
- 1902:
  - Chichibu, japoński książę, generał major (zm. 1953)
  - Harry Dahl, szwedzki piłkarz, trener (zm. 1986)
  - Adam Landman, polski filozof, tłumacz (zm. 1969)
  - Tichon Mitrochin, radziecki polityk (zm. 1980)
  - Ilya Mark Scheinker, austriacko-amerykański neurolog, neuropatolog pochodzenia żydowskiego (zm. 1954)
- 1903:
  - Easley Blackwood, amerykański brydżysta (zm. 1992)
  - Pierre Brossolette, francuski dziennikarz, agent wywiadu, członek ruchu oporu (zm. 1944)
  - George Orwell, brytyjski pisarz, publicysta (zm. 1950)
  - Anne Revere, amerykańska aktorka (zm. 1990)
  - Bob Skelton, amerykański pływak (zm. 1977)
- 1904:
  - Władimir Kokkinaki, radziecki generał major lotnictwa pochodzenia greckiego (zm. 1985)
  - Louis Vangeke, papuaski duchowny katolicki, biskup pomocniczy Port Moresby, biskup Bereiny (zm. 1982)
- 1905:
  - Piatruś Brouka, białoruski poeta, prozaik (zm. 1980)
  - Edward Frankiewicz, polski franciszkanin, filozof, historyk, publicysta (zm. 1990)
  - Arthur Maria Rabenalt, austriacki reżyser filmowy (zm. 1993)
- 1906:
  - Denis Hill-Wood, angielski krykiecista, działacz piłkarski (zm. 1982)
  - David Trottier, kanadyjski hokeista (zm. 1956)
- 1907: 
  - J. Hans D. Jensen, niemiecki fizyk, laureat Nagrody Nobla (zm. 1973)
  - Hugo Strauß, niemiecki wioślarz, żołnierz (zm. 1941)
  - Arsienij Tarkowski, rosyjski poeta, tłumacz (zm. 1989)
  - Tadeusz Teodorowicz-Todorowski, polski architekt (zm. 2001)
  - Carl-Dietrich von Trotha, niemiecki prawnik, ekonomista, działacz antynazistowski (zm. 1952)
- 1908:
  - Gustav Elfving, fiński statystyk, matematyk (zm. 1984)
  - Piotr Mynarski, polski pilot, szybowcowy pilot doświadczalny (zm. 1986)
  - Wilhelm Plaza Hernández, hiszpański prezbiter katolicki, męczennik, błogosławiony (zm. 1936)
  - Willard Van Orman Quine, amerykański filozof analityczny (zm. 2000)
- 1909 – Dimityr Dimow, bułgarski pisarz (zm. 1966)
- 1910 – Burkard Freiherr von Müllenheim-Rechberg, niemiecki oficer marynarki, pisarz, dyplomata (zm. 2003)
- 1911 – William Howard Stein, amerykański biochemik, laureat Nagrody Nobla (zm. 1980)
- 1912 – Carvalho Leite, brazylijski piłkarz, trener (zm. 2004)
- 1913:
  - Edward Falkowski, polski fotografik (zm. 1998)
  - Rolf Kaldrack, niemiecki pilot wojskowy, as myśliwski (zm. 1942)
  - Henk van Spaandonck, holenderski piłkarz (zm. 1982)
- 1914:
  - Janusz Minkiewicz, polski satyryk, tłumacz (zm. 1981)
  - Mavis Pugh, brytyjska aktorka komediowa (zm. 2006)
- 1917 – Nils Karlsson, szwedzki biegacz narciarski (zm. 2012)
- 1918:
  - Ray Huang, amerykański historyk pochodzenia chińskiego (zm. 2000)
  - Piotr Kartawik, polski pułkownik, kynolog, hodowca psów (zm. 1969)
  - Johann Kroll, polski działacz mniejszości niemieckiej (zm. 2000)
  - Percy Howard Newby, brytyjski pisarz (zm. 1997)
- 1919:
  - Jan Czarnecki, polski generał brygady (zm. 1979)
  - Alberto Valdés Ramos, meksykański jeździec sportowy (zm. 2013)
- 1920:
  - Lassie Lou Ahern, amerykańska aktorka (zm. 2018)
  - Ladislav Hužvík, czechosłowacki pułkownik służby bezpieczeństwa (zm. 1973)
- 1921:
  - Witold Benedyktowicz, polski duchowny metodystyczny, teolog protestancki, superintendent naczelny (zwierzchnik) Kościoła Metodystycznego w Polsce (zm. 1997)
  - Heinrich Windelen, niemiecki polityk (zm. 2015)
- 1922:
  - Tadeusz Hupałowski, polski generał dywizji, polityk, minister administracji, gospodarki terenowej i ochrony środowiska, członek WRON, prezes NIK (zm. 1999)
  - Iwan Pawłow, radziecki major pilot (zm. 1950)
- 1923:
  - Dżamszid Amuzegar, irański polityk, premier Iranu (zm. 2016)
  - Gleb Anfiłow, rosyjski pisarz, dziennikarz, popularyzator nauki (zm. 1971)
  - Sam Francis, amerykański malarz (zm. 1994)
  - Stanisław Likiernik, polski politolog, podporucznik, żołnierz AK, uczestnik powstania warszawskiego (zm. 2018)
  - Tadeusz Tomasiński, polski duchowny katolicki, pallotyn, działacz polonijny, uczestnik powstania warszawskiego (zm. 2022)
  - Władysław Wągiel, polski prozaik, poeta, działacz społeczny (zm. 1974)
- 1924:
  - Mohamed Benhima, marokański ginekolog, polityk, premier Maroka (zm. 1992)
  - Henryk Hunko, polski aktor (zm. 1985)
  - Sidney Lumet, amerykański aktor, reżyser, scenarzysta i producent filmowy (zm. 2011)
- 1925:
  - John Briley, amerykański scenarzysta i producent filmowy (zm. 2019)
  - June Lockhart, amerykańska aktorka
  - Helena Oberman, polska biolog, wykładowczyni akademicka (zm. 2017)
  - Antoni Prusiński, polski neurolog (zm. 2017)
  - Mieczysław Stachura, polski polityk, poseł na Sejm PRL (zm. 2008)
  - Robert Venturi, amerykański architekt (zm. 2018)
- 1926:
  - Ingeborg Bachmann, austriacka pisarka (zm. 1973)
  - Ján Eugen Kočiš, słowacki duchowny katolicki, biskup tytularny Abrittum (zm. 2019)
  - Andrzej Sadowski, polski scenograf (zm. 2009)
  - Stig Sollander, szwedzki narciarz alpejski (zm. 2019)
- 1927:
  - Stephen Hector Youssef Doueihi, libański duchowny katolicki, eparcha eparchii Świętego Marona w Brooklynie (zm. 2014)
  - Dimityr Popow, bułgarski prawnik, polityk, premier Bułgarii (zm. 2015)
  - Antal Róka, węgierski lekkoatleta, chodziarz (zm. 1970)
  - Arnold Wolfendale, brytyjski astrofizyk (zm. 2020)
- 1928:
  - Aleksiej Abrikosow, rosyjski fizyk, laureat Nagrody Nobla (zm. 2017)
  - Michel Brault, kanadyjski reżyser filmowy (zm. 2013)
  - Peyo, belgijski rysownik, autor komiksów (zm. 1992)
- 1929:
  - Eric Carle, amerykański projektant, autor i ilustrator książek dla dzieci (zm. 2021)
  - Anna Czekanowska-Kuklińska, polska muzykolog, wykładowczyni akademicka (zm. 2021)
  - Francesco Marchisano, włoski kardynał, urzędnik Kurii Rzymskiej (zm. 2014)
- 1930:
  - Franco Croci, włoski duchowny katolicki, arcybiskup, urzędnik Kurii Rzymskiej (zm. 2021)
  - Georgi Czerkełow, bułgarski aktor (zm. 2012)
  - Władysław Mącior, polski prawnik, wykładowca akademicki (zm. 2022)
- 1931:
  - Jean-Paul Beugnot, francuski koszykarz, działacz sportowy (zm. 2001)
  - Vishwanath Pratap Singh, indyjski polityk, premier Indii (zm. 2008)
  - Jimmy Swift, południowoafrykański kolarz szosowy i torowy (zm. 2009)
- 1932:
  - Peter Blake, brytyjski malarz
  - Patrick Chakaipa, zimbabwejski duchowny katolicki, arcybiskup Harare (zm. 2003)
  - Ichirō Ogimura, japoński tenisista stołowy (zm. 1994)
  - Tim Parnell, brytyjski kierowca wyścigowy (zm. 2017)
  - James Roberts, angielski rugbysta (zm. 2020)
- 1933:
  - Andrzej Bartnicki, polski historyk, wykładowca akademicki (zm. 2004)
  - Bernard Kacperak, polski żużlowiec (zm. 2007)
  - Giancarlo Rastelli, włoski kardiolog, Sługa Boży (zm. 1970)
  - Álvaro Siza, portugalski architekt
  - William, brazylijski piłkarz (zm. 2024)
- 1935:
  - (lub 1937) Eddie Floyd, amerykański muzyk bluesowy i rhytm’n’bluesowy
  - Michaił Woskriesienski, rosyjski pianista, pedagog
- 1936:
  - Jusuf Habibie, indonezyjski polityk, prezydent Indonezji (zm. 2019)
  - Rexhep Qosja, albański krytyk i historyk literatury, pisarz
- 1937:
  - Ben Fayot, luksemburski polityk
  - Stanisław Majorek, polski trener piłki ręcznej
  - Władimir Nowikow, rosyjski piłkarz wodny (zm. 1980)
  - Keizō Obuchi, japoński polityk, premier Japonii (zm. 2000)
  - Nawwaf al-Ahmad al-Dżabir as-Sabah, emir Kuwejtu (zm. 2023)
  - Gerald Wiesner, kanadyjski duchowny katolicki, biskup Prince George
  - Baron Wolman, amerykański fotograf (zm. 2020)
- 1938:
  - Augusto Barbera, włoski prawnik, polityk
  - Marian Duś, polski duchowny katolicki, biskup pomocniczy warszawski (zm. 2021)
- 1939:
  - Witold Hatka, polski związkowiec, bankowiec, przedsiębiorca, polityk, poseł na Sejm RP (zm. 2010)
  - Wawrzyniec Samp, polski rzeźbiarz, grafik
  - Peter Paul Wiplinger, austriacki poeta
- 1940:
  - Judy Pollock, australijska lekkoatletka, sprinterka i biegaczka średniodystansowa
  - Guillermo Castro, salwadorski piłkarz
  - Thomas Köhler, niemiecki saneczkarz
  - João Carlos Martins, brazylijski pianista, dyrygent
  - Mary Beth Peil, amerykańska aktorka, śpiewaczka operowa (sopran)
  - A.J. Quinnell, brytyjski pisarz (zm. 2005)
  - Shōzō Tsugitani, japoński piłkarz (zm. 1978)
  - Clint Warwick, brytyjski basista, członek zespołu The Moody Blues (zm. 2004)
- 1941:
  - Denys Arcand, kanadyjski aktor, reżyser, scenarzysta i producent filmowy
  - Eduardo Benes de Sales Rodrigues, brazylijski duchowny katolicki, arcybiskup metropolita Sorocaby
  - Jadwiga Jałowiec, polska nauczycielka, działaczka społeczna, poetka (zm. 2003)
  - Ryszard Rzepecki, polski fotograf, fotoreporter (zm. 2009)
  - Władysław Skrzypek, polski nauczyciel, mechanik, polityk, samorządowiec, prezydent Włocławka, poseł na Sejm RP (zm. 2019)
- 1942:
  - Ivan Binar, czeski pisarz, publicysta
  - Anatolij Bugorski, rosyjski fizyk atomowy
  - Joe Chambers, amerykański muzyk i kompozytor jazzowy
  - Nikiforos Diamanduros, grecki politolog, wykładowca akademicki, europejski rzecznik praw obywatelskich
  - Antoni Dzierżyński, polski polityk, poseł na Sejm RP (zm. 2017)
  - Guillermo Hernández, meksykański piłkarz, trener
  - Volker David Kirchner, niemiecki altowiolista, kompozytor (zm. 2020)
  - Willis Reed, amerykański koszykarz (zm. 2023)
  - Jan Strzelczyk, polski siatkarz, trener (zm. 2007)
  - Lucjan Trela, polski bokser, trener (zm. 2019)
  - Michel Tremblay, kanadyjski prozaik, dramaturg, scenarzysta, tłumacz
- 1943:
  - Vittorio Feltri, włoski dziennikarz
  - Bill Moggridge, brytyjski informatyk, projektant przemysłowy (zm. 2012)
  - Roberto Vecchioni, włoski piosenkarz, kompozytor, pisarz
- 1944:
  - Prince Amartey, ghański bokser (zm. 2022)
  - Jerzy Baksalary, polski matematyk (zm. 2005)
  - Robert Charlebois, kanadyjski muzyk, kompozytor, piosenkarz, aktor
  - Adelajda Mroske, polska łyżwiarka szybka (zm. 1975)
  - Joaquim Vairinhos, portugalski nauczyciel, samorządowiec, polityk (zm. 2022)
- 1945:
  - Labi Siffre, brytyjski poeta, autor tekstów piosenek, muzyk
  - Carly Simon, amerykańska piosenkarka, kompozytorka
  - Danuta Skalska, polska dziennikarka, działaczka samorządowa
  - Henryk Talar, polski aktor, dyrektor teatrów
- 1946:
  - Boris Akimow, rosyjski tancerz, choreograf
  - Roméo Dallaire, kanadyjski generał, polityk pochodzenia holenderskiego
  - Ulrik le Fevre, duński piłkarz (zm. 2024)
  - Allen Lanier, amerykański gitarzysta, kompozytor, członek zespołu Blue Öyster Cult (zm. 2013)
  - Ian McDonald, brytyjski muzyk, kompozytor, producent muzyczny, członek zespołów: King Crimson i Foreigner (zm. 2022)
  - Jerzy Plebanek, polski koszykarz, trener
  - Peter Selzer, niemiecki lekkoatleta, chodziarz
- 1947:
  - Andrzej Aumiller, polski polityk, poseł na Sejm RP, minister budownictwa
  - John Hilton, brytyjski tenisista stołowy
  - John Powell, amerykański lekkoatleta, dyskobol (zm. 2022)
  - Elżbieta Żakowicz, polska wokalistka, członkini zespołu Wiślanie 69 (zm. 2023)
- 1948 – Manuel Bento, portugalski piłkarz, bramkarz (zm. 2007)
- 1949:
  - Brigitte Bierlein, austriacka prawniczka, polityk, prezes Trybunału Konstytucyjnego, kanclerz Austrii (zm. 2024)
  - Aldona Borowicz, polska poetka, krytyk literacki i eseistka
  - Richard Clarke, irlandzki duchowny anglikański, arcybiskup Armagh i prymas Kościoła Irlandii
  - Janusz Kapuściński, polski geofizyk, agrometeorolog (zm. 2024)
  - Patrick Tambay, francuski kierowca wyścigowy (zm. 2022)
  - Nikola Vuljanić, chorwacki filolog, polityk, eurodeputowany (zm. 2024)
- 1950:
  - Tatjana Awierina, rosyjska łyżwiarka szybka (zm. 2001)
  - Iván Bába, węgierski polityk, dyplomata
  - Barbara Gowdy, kanadyjska pisarka
  - Abdelkrim Zbidi, tunezyjski polityk
- 1951:
  - Anthony DeCurtis, amerykański krytyk muzyczny
  - Lawrence Hertzog, amerykański scenarzysta i producent telewizyjny (zm. 2008)
  - Emmanuel Sanon, haitański piłkarz, trener (zm. 2008)
  - Elvy Sukaesih, indonezyjska piosenkarka
- 1952:
  - Péter Erdő, węgierski duchowny katolicki, arcybiskup Ostrzyhomia, prymas Węgier, kardynał
  - Tim Finn, nowozelandzki muzyk, wokalista, członek zespołów Split Enz i Crowded House
  - Daryl Hecht, amerykański prawnik (zm. 2019)
  - Klaus Teuber, niemiecki projektant gier planszowych (zm. 2023)
- 1953 – Olivier Ameisen, francuski kardiolog, pisarz (zm. 2013)
- 1954:
  - Wojciech Mojzesowicz, polski rolnik, związkowiec, polityk, poseł na Sejm RP, minister rolnictwa i rozwoju wsi
  - David Paich, amerykański muzyk, wokalista, producent muzyczny, lider zespołu Toto
  - Daryush Shokof, irański reżyser, aktor, producent i scenarzysta filmowy, malarz
  - Sonia Sotomayor, amerykańska prawnik, sędzia Sądu Najwyższego pochodzenia portorykańskiego
  - Błażej Śliwiński, polski historyk
- 1955:
  - Christine Albanel, francuska polityk
  - Robert Gruss, amerykański duchowny katolicki, biskup Rapid City
  - Jean-Paul Gusching, francuski duchowny katolicki, biskup Verdun
  - Eugeniusz Kijewski, polski koszykarz, trener
  - Víctor Manuel Vucetich, meksykański piłkarz, trener pochodzenia argentyńskiego
- 1956:
  - Anthony Bourdain, amerykański szef kuchni, pisarz, osobowość telewizyjna (zm. 2018)
  - Frank Paschek, niemiecki lekkoatleta, skoczek w dal
  - Airton José dos Santos, brazylijski duchowny katolicki, arcybiskup Campinas
  - Boris Trajkowski, macedoński polityk, prezydent Macedonii (zm. 2004)
- 1957:
  - William Goh, singapurski duchowny katolicki, arcybiskup Singapuru
  - Reggie Johnson, amerykański koszykarz
  - Dieter Kalka, niemiecki poeta, prozaik, tłumacz, autor piosenek i sztuk teatralnych, tłumacz
- 1958:
  - Seryk Achmetow, kazachski polityk, premier Kazachstanu
  - George Becali, rumuński przedsiębiorca, polityk
  - Debbie Green, amerykańska siatkarka
- 1959:
  - Lucian Bălan, rumuński piłkarz (zm. 2015)
  - Wojciech Czemplik, polski muzyk, członek zespołu Stare Dobre Małżeństwo
  - Lutz Dombrowski, niemiecki lekkoatleta, skoczek w dal
  - Kostadin Kostadinow, bułgarski piłkarz
  - Tomasz Lis, polski historyk, dyplomata (zm. 2011)
  - Jari Puikkonen, fiński skoczek narciarski
  - Barbara Rosiek, polska psycholog kliniczna, poetka, pisarka (zm. 2020)
- 1960:
  - Halim Benmabrouk, algierski piłkarz
  - Zbigniew Bizoń, polski żużlowiec
  - Andrzej Cudzich, polski kontrabasista jazzowy (zm. 2003)
  - Juan Carlos Elizalde, hiszpański duchowny katolicki, biskup Vitorii
  - Swietłana Kitowa, rosyjska lekkoatletka, biegaczka średniodystansowa (zm. 2015)
  - Rose Magers, amerykańska siatkarka
  - Laetitia Meignan, francuska judoczka
  - Aldo Serena, włoski piłkarz
  - Mick Waitt, angielski piłkarz, trener
- 1961:
  - Timur Biekmambietow, kazachski reżyser, scenarzysta i producent filmowy
  - Awirmedijn Enchee, mongolski zapaśnik
  - Ricky Gervais, brytyjski aktor, reżyser i scenarzysta komediowy
  - Piotr Kozłowski, polski polityk, poseł na Sejm RP
  - Jacek Lenartowicz, polski perkusista, członek zespołów: Deadlock, Tilt i Białe Wulkany (zm. 2004)
- 1962:
  - Dariusz Biczysko, polski lekkoatleta, skoczek wzwyż
  - Charlotte Kady, francuska aktorka
- 1963:
  - Steve Baker, australijski żużlowiec
  - Krzysztof Chudzio, polski duchowny katolicki, biskup pomocniczy przemyski
  - Doug Gilmour, kanadyjski hokeista, trener i działacz hokejowy
  - John Benjamin Hickey, amerykański aktor
  - Yann Martel, kanadyjski pisarz, podróżnik
  - George Michael, brytyjski piosenkarz, producent muzyczny, kompozytor pochodzenia grecko-cypryjskiego (zm. 2016)
- 1964:
  - Rodrigo Ávila, salwadorski poeta
  - Dell Curry, amerykański koszykarz
  - Johnny Herbert, brytyjski kierowca wyścigowy
  - Emma Suárez, hiszpańska aktorka
  - Piotr Urbanek, polski gitarzysta basowy, członek zespołu Perfect
  - Ernst Vettori, austriacki skoczek narciarski
  - Zeng Jinlian, Chinka, najwyższa kobieta w historii (zm. 1982)
- 1965:
  - Zoltán Bognár, węgierski piłkarz, trener
  - Jean Castex, francuski polityk, premier Francji
  - Joseph Hii Teck Kwong, malezyjski duchowny katolicki, biskup Sibu
  - Stan Longinidis, australijski kick-boxer pochodzenia greckiego
  - Giovanni Peragine, włoski duchowny katolicki, administrator apostolski południowej Albanii, arcybiskup Szkodry-Pultu
  - Kerri Pottharst, australijska siatkarka plażowa
- 1966:
  - Onufry (Chawruk), ukraiński biskup prawosławny
  - Michel Daignault, kanadyjski łyżwiarz szybki, specjalista short tracku
  - Dikembe Mutombo, kongijski koszykarz (zm. 2024)
- 1967:
  - Alina Kamińska, polska aktorka
  - Katarzyna Majchrzak, polska lekkoatletka, skoczkini wzwyż
  - Damir Polančec, chorwacki polityk
  - Niels van der Zwan, holenderski wioślarz
- 1968:
  - Piotr Kaleta, polski samorządowiec, polityk, senator RP
  - Dorinel Munteanu, rumuński piłkarz
  - Marc Roberts, irlandzki piosenkarz
  - Estanislao Struway, paragwajski piłkarz
- 1969:
  - Yasuto Honda, japoński piłkarz
  - Alina Iwanowa, rosyjska lekkoatletka, chodziarka
  - Paul Koech, kenijski lekkoatleta, długodystansowiec (zm. 2018)
  - Krzysztof Liedel, polski prawnik, specjalista w zakresie terroryzmu międzynarodowego i jego zwalczania (zm. 2021)
  - Michal Rozin, izraelska polityk
  - Piotr Tomański, polski samorządowiec, polityk, poseł na Sejm RP
  - Zim Zum, amerykański gitarzysta, członek zespołów: Life, Sex & Death i Marilyn Manson
- 1970:
  - Philip Haagdoren, belgijski piłkarz, trener
  - Danaił Kiriłow, bułgarski prawnik, samorządowiec, polityk
  - Roope Latvala, fiński gitarzysta, członek zespołu Children of Bodom
  - Erki Nool, estoński lekkoatleta, wieloboista, przedsiębiorca, polityk
  - Dorina Pieper, niemiecka biathlonistka
  - Maurizio Pozzi, włoski biegacz narciarski
  - Thomas Scharff, niemiecki aktor
  - Chiyori Tateno, japońska judoczka
- 1971:
  - Neil Lennon, północnoirlandzki piłkarz, trener
  - Jason Lewis, amerykański aktor, model
  - Scott Maslen, brytyjski aktor, model
  - Aquiles Priester, brazylijski perkusista, członek zespołów: Hangar, Angra, Freekeys, Midas Fate, Niturnall i Primal Fear pochodzenia południowoafrykańskiego
  - Robert Reichel, czeski hokeista
- 1972:
  - Julija Ałłagułowa, rosyjska łyżwiarka szybka, specjalistka short tracku
  - Sajf al-Islam al-Kaddafi, libijski polityk
  - Mike Kroeger, kanadyjski basista, członek grupy Nickelback
  - Danny Stam, holenderski kolarz torowy i szosowy
- 1973:
  - Morgan Håkansson, szwedzki kompozytor, wokalista, autor tekstów, multiinstrumentalista, członek zespołów: Marduk, Abruptum i Death Wolf
  - Milan Hnilička, czeski hokeista, bramkarz, polityk
  - Zoran Njeguš, serbski piłkarz
  - Nuno Resende, portugalski piosenkarz, aktor musicalowy
  - Marcelo Ramos, brazylijski piłkarz
  - Jamie Redknapp, angielski piłkarz
- 1974:
  - Karisma Kapoor, indyjska aktorka
  - Tereza Pergnerová, czeska prezenterka telewizyjna i radiowa, aktorka
  - Andriej Suchowiecki, rosyjski wojskowy, generał-major (zm. 2022)
- 1975:
  - Linda Cardellini, amerykańska aktorka
  - Albert Costa, hiszpański tenisista
  - Natasha Klauss, kolumbijska aktorka
  - Władimir Kramnik, rosyjski szachista
  - Ernest Nowak, polski samorządowiec, burmistrz Miasta i Gminy Zagórz
  - Tomasz Schreiber, polski matematyk (zm. 2010)
- 1976:
  - Karolina Pawliczak, polska działaczka samorządowa, polityk, poseł na Sejm RP
  - Carlos Vera, ekwadorski sędzia piłkarski
  - Neil Walker, amerykański pływak
- 1977:
  - Layla El, brytyjska tancerka, modelka, wrestlerka, aktorka pochodzenia hiszpańsko-marokańskiego
  - Edyta Golec, polska altowiolistka, wokalistka, członkini zespołu Golec uOrkiestra
  - Marcin Kaczmarek, polski pływak
  - Aleksiej Olejnik, rosyjski zawodnik MMA i sambo pochodzenia ukraińskiego
- 1978:
  - Rafał Libera, polski judoka
  - Aramis Ramírez, dominikański baseballista
  - Andrij Raspopow, ukraiński piłkarz
  - Raouia Rouabhia, algierska siatkarka
- 1979:
  - Omar Berdiýew, turkmeński piłkarz (zm. 2023)
  - Jan Gustafsson, niemiecki szachista
  - Daniel Jensen, duński piłkarz
  - Alban Lakata, austriacki kolarz górski
  - Haddy N’jie, norweska piosenkarka, prezenterka telewizyjna, dziennikarka, pisarka pochodzenia gambijskiego
  - Busy Philipps, amerykańska aktorka
  - Bogusław Sobczak, polski polityk, poseł na Sejm RP
  - Alani Vazquez, amerykańsko-portorykańska aktorka, didżejka, osobowość telewizyjna
- 1980:
  - Sebastian Balcerzak, polski koszykarz
  - Inma Cuesta, hiszpańska aktorka
  - Monika Fronczek, polska aktorka
  - Jermaine Johnson, jamajski piłkarz
  - Dávid Katzirz, węgierski piłkarz ręczny
  - Sławomir Kryjom, polski menedżer żużlowy
  - Shannon Lucio, amerykańska aktorka
  - Robert Müller, niemiecki hokeista, bramkarz (zm. 2009)
  - Alexandru Nazare, rumuński polityk
  - Takashi Ono, japoński judoka
- 1981:
  - Simon Ammann, szwajcarski skoczek narciarski
  - Matt Hodgson, australijski rugbysta
  - Natalja Iwanowa, rosyjska lekkoatletka, sprinterka i płotkarka
  - Irina Osipowa, rosyjska koszykarka
  - Pooja Umashankar, lankijska aktorka
  - Andrea Zambrana, portorykańska lekkoatletka, tyczkarka
- 1982:
  - Duarte Figueiredo, portugalski rugbysta
  - Ala Hubajl, bahrajński piłkarz
  - Michaił Jużny, rosyjski tenisista
  - Jakub Małecki, polski pisarz
  - Fernando Navarro, hiszpański piłkarz
  - Artim Polożani, macedoński piłkarz
- 1983:
  - Cleo, polska piosenkarka, autorka tekstów
  - Daniele Gastaldello, włoski piłkarz
  - Marc Janko, austriacki piłkarz
  - Lubow Szutowa, rosyjska szpadzistka
- 1984:
  - Kay van Dijk, holenderski siatkarz
  - Jewgienij Łobanow, rosyjski hokeista
  - Natalia Mrozińska, polska koszykarka
  - Sidarka Núñez, dominikańska siatkarka
- 1985:
  - Scott Brown, szkocki piłkarz
  - Piotr Celeban, polski piłkarz
  - Adane Girma, etiopski piłkarz
  - Jarkko Heikkonen, fiński skoczek narciarski
  - Sławomir Kuczko, polski pływak
  - Karim Matmour, algierski piłkarz
  - Jekatierina Szychowa, rosyjska łyżwiarka szybka
  - Alianni Urgellés, kubański piłkarz
- 1986:
  - Charlie Davies, amerykański piłkarz
  - Nadia Fanchini, włoska narciarka alpejska
  - Gabriele Grunewald, amerykańska lekkoatletka, biegaczka średniodystansowa (zm. 2019)
  - Mohammed Ali Karim, iracki piłkarz
  - Anna Krawczenko, ukraińska wioślarka
  - Lee Ho-suk, południowokoreański łyżwiarz szybki, specjalista short tracku
  - Aya Matsuura, japońska piosenkarka
  - Tau, polski raper, producent muzyczny
  - Seda Aslanyürek, turecka siatkarka
  - Pontus Wernbloom, szwedzki piłkarz
- 1987:
  - Elis Bakaj, albański piłkarz
  - Heather Bratton, amerykańska modelka
  - Alissa Czisny, amerykańska łyżwiarka figurowa
  - Sandrine Gruda, francuska koszykarka
- 1988:
  - Therese Johaug, norweska biegaczka narciarska
  - Miguel Layún, meksykański piłkarz pochodzenia libańsko-hiszpańskiego
- 1989:
  - Chris Brochu, amerykański aktor, piosenkarz
  - Eugenia Bujak, polska kolarka szosowa i torowa
  - Jack Cork, angielski piłkarz
  - Martyna Dąbkowska, polska gimnastyczka
  - Wojciech Kozłowski, polski siatkarz
- 1990:
  - Eva Ailloud, francuska kolarka BMX
  - Rian Agung Saputro, indonezyjski badmintonista
  - Aleksander Sikora, polski dziennikarz i prezenter telewizyjny
- 1991:
  - Soner Demirtaş, turecki zapaśnik
  - Boban Jović, słoweński piłkarz
  - Jack Lisowski, brytyjski snookerzysta pochodzenia ukraińskiego
  - Cleveland Melvin, amerykański koszykarz
  - Lauren Perdue, amerykańska pływaczka
  - Marcin Podolec, polski autor komiksów
  - Victor Wanyama, kenijski piłkarz
  - Anna Zaja, niemiecka tenisistka
  - Simone Zaza, włoski piłkarz
- 1992:
  - Koen Casteels, belgijski piłkarz, bramkarz
  - Taliqua Clancy, australijska siatkarka plażowa
  - Kelsey Cook, amerykańska siatkarka
  - Kayla McBride, amerykańska koszykarka
  - Romel Quiñónez, boliwijski piłkarz, bramkarz
  - Manel Yagoubi, algierska siatkarka
- 1993:
  - Alisson, brazylijski piłkarz
  - Amaury Capiot, belgijski kolarz szosowy
  - Jonas Koch, niemiecki kolarz szosowy
  - Kevin Punter, amerykański koszykarz
  - Kabelo Seakanyeng, botswański piłkarz
  - Michał Sobierajski, polski piosenkarz, pianista, kompozytor, autor tekstów
  - Karina Szybała, polska koszykarka
  - Fabrice Zango, burkiński lekkoatleta, trójskoczek
- 1994:
  - Ołeksandr Andrijewski, ukraiński piłkarz
  - Momo Asakura, japońska aktorka głosowa
  - Joseph Cox, panamski piłkarz
  - Jegor KReeD, rosyjski raper, piosenkarz
  - Lauren Price, walijska bokserka
- 1995:
  - Ali Abdelmouaty, egipski judoka
  - Maris Below, amerykańska siatkarka
  - Kamil Dragun, polski szachista
  - Mads Eller, duński hokeista
  - Abdelhak Kherbache, algierski zapaśnik
  - Andrij Markowycz, ukraiński piłkarz
  - Marcelino Moreno, argentyński piłkarz
  - Nathan Viliamu, samoański piłkarz
- 1996:
  - Pietro Fittipaldi, amerykańsko-brazylijski kierowca wyścigowy
  - Gaila González López, dominikańska siatkarka
  - Karolina Poboży, polska koszykarka
  - Emma Stenlöf, szwedzka lekkoatletka, wieloboistka
- 1997:
  - Rodrigo Bentancur, urugwajski piłkarz
  - Magdalena Jaskółka, polska łyżwiarka figurowa
  - Bassem Srarfi, tunezyjski piłkarz
  - Kinga Szemik, polska piłkarka, bramkarka
- 1998:
  - Desmond Bane, amerykański koszykarz
  - Kyle Chalmers, australijski pływak
  - Leonardo Pulcini, włoski kierowca wyścigowy
- 1999:
  - Collin Gillespie, amerykański koszykarz
  - Abdülkadir Ömür, turecki piłkarz
- 2000 – Rosa Vicens Mas, hiszpańska tenisistka
- 2001 – Carlos Gimeno Valero, hiszpański tenisista
- 2002:
  - Sebastián Acuña, kostarykański piłkarz
  - Nesrin Baş, turecka zapaśniczka
  - Wołodymyr Saluk, ukraiński piłkarz
- 2003:
  - Joey Alexander, indonezyjski pianista jazzowy
  - Luke Hobson, amerykański pływak
  - Klaudia Wnorowska, polska koszykarka
- 2004:
  - Santiago van der Putten, kostarykański piłkarz pochodzenia holendersko-węgierskiego
  - Kain Rivers, ukraińsko-rosyjski piosenkarz
  - Michaił Szajdorow, kazachski łyżwiarz figurowy
- 2005:
  - Céline Naef, szwajcarska tenisistka
  - Gabriele Vulpitta, włoski tenisista
- 2006 – Mckenna Grace, amerykańska aktorka, piosenkarka

## Zmarli
- 874 – Salomon Bretoński, książę Bretanii (ur. ?)
- 1134 – Niels Stary, król Danii (ur. ok. 1064)
- 1218 – Simon IV Montfort, francuski możnowładca, krzyżowiec (ur. 1160)
- 1244 – Giacomo Pecoraria, włoski kardynał (ur. ?)
- 1337 – Fryderyk II, król Sycylii (ur. 1272)
- 1348 – Rudolf IV, margrabia Badenii (ur. ?)
- 1394 – Dorota z Mątowów, niemiecka tercjarka franciszkańska, stygmatyczka, święta (ur. 1347)
- 1400 – Jan de Pontremulo, włoski duchowny katolicki, biskup Pizy (ur. ?)
- 1408 – Wilhelm I, książę Bergu (ur. ?)
- 1453 – Mikołaj Grunberg, polski husyta, burmistrz Zbąszynia (ur. ?)
- 1483 – Anthony Woodville, angielski arystokrata, dworzanin (ur. 1442)
- 1514 – Berta Jacobs, holenderska zakonnica, pisarka, poetka (ur. 1426)
- 1521 – Cristoforo Caselli, włoski malarz (ur. ok. 1460)
- 1522 – Franchinus Gaffurius, włoski kompozytor, teoretyk muzyki (ur. 1451)
- 1533 – Maria Tudor, księżniczka angielska, królowa Francji (ur. 1496)
- 1535 – Rumiñawi, wódz inkaski (ur. ?)
- 1549 – Wendel Roskopf, niemiecki architekt (ur. ok. 1480)
- 1557 – Jan Drohojowski, biskup kujawski, chełmski i kamieniecka (ur. ok. 1505)
- 1597 – Gunilla Bielke, królowa Szwecji (ur. 1568)
- 1600 – David Chyträus, niemiecki teolog luterański, historyk (ur. 1530)
- 1609 – Julius d’Austria, nieślubny syn cesarza Rudolfa II Habsburga (ur. 1586)
- 1617 – Janusz Grzymułtowski, polski szlachcic, polityk (ur. 1567)
- 1634 – John Marston, angielski poeta, dramaturg (ur. 1567)
- 1638 – Juan Pérez de Montalbán, hiszpański pisarz (ur. 1602)
- 1642 – Maximilian Ernst von Dohna, władca sycowskiego wolnego państwa stanowego (ur. ?)
- 1652 – Abraham von Franckenberg, śląski matematyk, fizyk, lekarz, poeta, myśliciel (ur. 1593)
- 1686 – Franciszek Stefan Sapieha, koniuszy wielki litewski, marszałek Sejmu grodzieńskiego (ur. ?)
- 1709 – Fryderyk Magnus, margrabia Badenii-Durlach (ur. 1647)
- 1714 – Tomasz Działyński, polski szlachcic, polityk, wojewoda chełmiński, marszałek Trybunału Głównego Koronnego (ur. 1656)
- 1715 – Jean-Baptiste du Case, francuski admirał (ur. 1646)
- 1729:
  - Peregrine Osborne, brytyjski arystokrata, polityk (ur. ok. 1659)
  - Manuel de Vadillo y Velasco, hiszpański polityk, pierwszy sekretarz stanu (ur. 1659)
- 1762 – Jan Małachowski, polski hrabia, polityk, kanclerz wielki koronny (ur. 1698)
- 1767 – Georg Philipp Telemann, niemiecki kompozytor (ur. 1681)
- 1784 – Tadeusz Zakrzewski, polski szlachcic, polityk (ur. ?)
- 1792 – John Adam, szkocki architekt (ur. 1721)
- 1804 – Georges Cadoudal, francuski przywódca szuanów (ur. 1771)
- 1805 – Mikołaj Duchnowski, polski duchowny greckokatolicki, bisbiskupkup supraski (ur. 1733)
- 1822 – E.T.A. Hoffmann, niemiecki pisarz, kompozytor, malarz (ur. 1776)
- 1834 – Mikołaj Jan Manugiewicz, polski duchowny katolicki, biskup sejneński (ur. 1754)
- 1838:
  - Franciszek Đỗ Văn Chiểu, wietnamski męczennik, święty katolicki (ur. ok. 1797)
  - Dominik Henares, hiszpański duchowny katolicki, dominikanin, misjonarz, biskup, męczennik, święty (ur. 1765)
- 1840 – Jan Horodeński, polski porucznik, uczestnik powstania listopadowego (ur. ?)
- 1842 – Jean de Sismondi, szwajcarski historyk, ekonomista, wykładowca akademicki (ur. 1873)
- 1843 – Marie Anne Lenormand, francuska wróżbitka (ur. 1772)
- 1855 – Jan Kanty Rzesiński, polski prawnik, filozof, literat, polityk (ur. 1803)
- 1856 – Max Stirner, niemiecki filozof, pisarz, publicysta, nauczyciel (ur. 1806)
- 1857 – Jean Baptiste Robineau-Desvoidy, francuski lekarz, entomolog (ur. 1799)
- 1861 – Abdülmecid I, sułtan Imperium Osmańskiego (ur. 1823)
- 1863 – Johann Karl Ehrenfried Kegel, niemiecki agronom, podróżnik (ur. 1784)
- 1864 – Wilhelm I, król Wirtembergii (ur. 1781)
- 1868:
  - Siegmund Lachenwitz, niemiecki malarz animalista (ur. 1820)
  - Carlo Matteucci, włoski fizyk (ur. 1811)
- 1875 – Antoine-Louis Barye, francuski rzeźbiarz (ur. 1796)
- 1876:
  - George Armstrong Custer, amerykański generał (ur. 1839)
  - Myles Keogh, irlandzki podpułkownik w służbie papieskiej i amerykańskiej (ur. 1840)
- 1881 – Alfons Kropiwnicki, polski architekt (ur. 1803)
- 1882:
  - François Jouffroy, francuski rzeźbiarz (ur. 1806)
  - Joachim Raff, szwajcarski kompozytor (ur. 1822)
- 1884 – Philip Gore, brytyjski arystokrata, dyplomata (ur. 1801)
- 1885 – Józef Rychter, polski aktor, reżyser, dyrektor teatru (ur. 1820)
- 1888 – Eduard Blásy, węgierski taternik (ur. 1820)
- 1889:
  - George Loring Brown, amerykański malarz, ilustrator (ur. 1814)
  - Lucy Hayes, amerykańska pierwsza dama (ur. 1831)
  - Ernst Hoffmann, niemiecki duchowny katolicki, wielki dziekan kłodzki i wikariusz apostolski dla wiernych hrabstwa kłodzkiego (ur. 1840)
- 1891 – Józef Zeyland, polski przemysłowiec (ur. 1823)
- 1894 – Sadi Carnot, francuski polityk, prezydent Francji (ur. 1837)
- 1895 – Piotr Gross, polski ziemianin, polityk (ur. 1818)
- 1896 – Samuel Leonard Tilley, kanadyjski polityk (ur. 1818)
- 1898 – Ferdinand Julius Cohn, niemiecki botanik, mikrobiolog, wykładowca akademicki (ur. 1828)
- 1899 – Franz von Schönborn, czeski duchowny katolicki pochodzenia niemieckiego, biskup czeskobudziejowicki, arcybiskup metropolita praski i prymas Czech, kardynał (ur. 1844)
- 1900 – Frederick Augustus Maxse, brytyjski admirał, dziennikarz (ur. 1833)
- 1903 – Wojciech Urbański, polski fizyk, filozof, nauczyciel, bibliotekarz (ur. 1820)
- 1904 – Frederick Sandys, brytyjski malarz, rysownik, ilustrator (ur. 1829)
- 1905 – Augustus Charles Gregory, brytyjski podróżnik, odkrywca (ur. 1819)
- 1907 – John Hall, nowozelandzki polityk, premier Nowej Zelandii (ur. 1824)
- 1908:
  - Arthur Havelock, brytyjski administrator kolonialny (ur. 1844)
  - Julius Ludwig August Koch, niemiecki psychiatra (ur. 1841)
- 1911:
  - Edmund Bogdanowicz, polski prozaik, poeta, dziennikarz (ur. 1859)
  - Klotylda Maria Sabaudzka, włoska księżniczka, Służebnica Boża (ur. 1843)
  - Ľudovít Ladislav Žambokréty, słowacki duchowny ewangelicki, publicysta, poeta, tłumacz, historyk, działacz narodowy, propagator nowoczesnego rolnictwa i sadownictwa (ur. 1844)
- 1914:
  - Alfred von Englisch-Popparich, austro-węgierski generał (ur. 1850)
  - Jerzy II, książę Saksonii-Meiningen (ur. 1826)
  - Joseph Malleret, francuski duchowny katolicki, biskup Martyniki (ur. 1865)
  - Frederick W. True, amerykański biolog, muzealnik (ur. 1858)
- 1915 – Rafael Joseffy, węgiersko-amerykański pianista pochodzenia żydowskiego (ur. 1852)
- 1916:
  - Thomas Eakins, amerykański malarz, rzeźbiarz, fotograf, pedagog (ur. 1844)
  - Omelan Hładyszowski, ukraiński lekarz, polityk (ur. 1843)
- 1917 – Jan Paygert, polski prawnik karnista, wykładowca akademicki, urzędnik (ur. 1863)
- 1920:
  - Ludwik Rydygier, polski generał brygady, chirurg (ur. 1850)
  - Antoni Święcicki, polski porucznik obserwator (ur. 1897)
- 1921 – Zdzisław Trześniowski, polski major piechoty (ur. 1868)
- 1923 – Hermenegild Škorpil, czeski przyrodoznawca, muzealnik (ur. 1858)
- 1927 – Bojan Penew, bułgarski historyk sztuki, krytyk literacki, slawista, wykładowca akademicki (ur. 1882)
- 1929:
  - Fridiano Cavara, włoski botanik, mykolog, wykładowca akademicki (ur. 1857)
  - Georges Courteline, francuski prozaik, dramaturg (ur. 1858)
  - August Schneider, niemiecki adwokat, samorządowiec, burmistrz Katowic (ur. 1851)
- 1930 – Maryla Wolska, polska poetka (ur. 1873)
- 1932 – Howard Valentine, amerykański lekkoatleta, średnio- i długodystansowiec (ur. 1881)
- 1933:
  - Anna Brigadere, łotewska pisarka (ur. 1861)
  - Jean Cugnot, francuski kolarz torowy (ur. 1899)
  - Giovanni Giacometti, szwajcarski malarz (ur. 1868)
- 1935:
  - Adam Danielewicz, polski demograf, statystyk (ur. 1846)
  - Antoni Kurka, polski wojskowy (ur. 1887)
- 1936 – Stefan Cohn-Vossen, niemiecki matematyk pochodzenia żydowskiego (ur. 1902)
- 1938 – Tadeusz Rojowski, polski ziemianin, działacz społeczny (ur. 1856)
- 1939:
  - Olaf Ørvig, norweski żeglarz sportowy (ur. 1889)
  - Richard Seaman, brytyjski kierowca wyścigowy (ur. 1913)
- 1940 – Alfons Schulz, polski duchowny katolicki, polityk, senator RP (ur. 1872)
- 1941:
  - Włodzimierz Pfeiffer, polski księgarz, bibliofil, esperantysta, fotograf, krajoznawca (ur. 1890)
  - Alfred Pringsheim, niemiecki matematyk, wykładowca akademicki, mecenas sztuki (ur. 1850)
  - Jakub Szwajcer, polski lekarz pochodzenia żydowskiego (ur. 1851)
- 1942:
  - Gordon Cummins, brytyjski seryjny morderca (ur. 1914)
  - Evžen Rošický, czeski lekkoatleta, sprinter i średniodystansowiec, dziennikarz (ur. 1914)
  - Aleksandr Szaszkow, radziecki major bezpieczeństwa państwowego (ur. 1900)
- 1943:
  - Monika Dymska, polska harcerka, żołnierka AK (ur. 1918)
  - Tadeusz Kokesz, polski student, działacz narodowy (ur. 1918)
  - Wanda Węgierska, polska harcerka, żołnierka wywiadu podziemia (ur. 1919)
  - Mordechaj Zilberberg, polski działacz ruchu oporu pochodzenia żydowskiego (ur. ?)
- 1944:
  - Dżumasz Asanalijew, radziecki kapral (ur. 1923)
  - Dénes Berinkey, węgierski prawnik, polityk, premier Węgier (ur. 1871)
  - Michaił Chwatkow, radziecki kapral (ur. 1925)
  - Józef Stegliński, polski podporucznik, żołnierz AK (ur. 1907)
- 1945:
  - Tadeusz Kuczyński, polski chemik, wykładowca akademicki (ur. 1890)
  - Simon Lake, amerykański kwakr, inżynier, konstruktor okrętów (ur. 1866)
  - Marcin Samlicki, polski malarz (ur. 1878)
- 1949:
  - Jacob Erik Holm, duński porucznik, prawnik, polityk nazistowski, kolaborant (ur. 1895)
  - Alejandro Lerroux, hiszpański polityk, premier Hiszpanii (ur. 1864)
  - Knud Børge Martinsen, duński wojskowy, kolaborant (ur. 1905)
  - Endel Redlich, estoński partyzant antykomunistyczny (ur. 1923)
  - James Steen, amerykański piłkarz wodny (ur. 1876)
- 1951:
  - Ferdinand Budicki, chorwacki pionier motoryzacji i lotnictwa (ur. 1871)
  - Osyp Kuryłas, ukraiński malarz, grafik (ur. 1870)
  - Józef Mika, polski porucznik, uczestnik partyzantki antyhitlerowskiej i antykomunistycznej (ur. 1927)
  - Franciszek Mróz, polski chorąży, uczestnik partyzantki antyhitlerowskiej i antykomunistycznej (ur. 1910)
- 1953 – Władysław Gorczyński, polski meteorolog, klimatolog (ur. 1879)
- 1956:
  - Ernest King, amerykański admirał (ur. 1878)
  - Eduard Štorch, czeski pedagog, pisarz, archeolog (ur. 1878)
- 1958:
  - George Orton, kanadyjski lekkoatleta, płotkarz (ur. 1873)
  - Rafał Taubenschlag, polski historyk prawa pochodzenia żydowskiego (ur. 1881)
- 1959:
  - Wacław Faustmann, polski duchowny katolicki, powstaniec wielkopolski i śląski (ur. 1881)
  - (lub 26 czerwca) Grigorij Fichtenholz, rosyjski matematyk pochodzenia niemieckiego (ur. 1888)
  - Charles Starkweather, amerykański seryjny morderca (ur. 1938)
- 1960:
  - Walter Baade, niemiecki astronom (ur. 1893)
  - Charlie Buchan, angielski piłkarz (ur. 1891)
  - Zbysław Ciołkosz, polski konstruktor lotniczy (ur. 1902)
  - Otto Ender, austriacki polityk, kanclerz (ur. 1875)
  - Torashirō Kawabe, japoński generał porucznik (ur. 1890)
- 1961 – Ezra Ichilow, izraelski polityk (ur. 1907)
- 1962 – Kazimierz Kowalski, polski działacz narodowy (ur. 1882)
- 1963 – Adam Lewak, polski historyk, bibliotekarz, wydawca źródeł (ur. 1891)
- 1965:
  - Hans Krahe, niemiecki filolog, językoznawca, onomasta, wykładowca akademicki (ur. 1898)
  - Bertil Lindblad, szwedzki astronom, wykładowca akademicki (ur. 1895)
- 1966 – Iosif Bielski, radziecki partyzant, polityk (ur. 1903)
- 1968 – Julian Czyżewski, polski geograf, wykładowca akademicki (ur. 1890)
- 1970:
  - Konrad Bielski, polski poeta, prozaik, tłumacz (ur. 1902)
  - Józef Bryjka, polski skrzypek ludowy (ur. 1889)
  - Franz Karmasin, słowacki inżynier, polityk, kolaborant pochodzenia niemieckiego (ur. 1901)
- 1971:
  - Mario Magnozzi, włoski piłkarz, trener (ur. 1902)
  - Dymitr Mrozowski, polski chirurg, wykładowca akademicki (ur. 1913)
  - John Boyd Orr, szkocki biolog, polityk, dyrektor generalny FAO, laureat Pokojowej Nagrody Nobla (ur. 1880)
- 1972 – Carlo Agostoni, włoski szpadzista (ur. 1909)
- 1974 – Cornelius Lanczos, węgierski matematyk, fizyk pochodzenia żydowskiego (ur. 1893)
- 1976 – Johnny Mercer, amerykański piosenkarz, kompozytor, autor tekstów (ur. 1909)
- 1977 – Ryszard Wójcik, polski polityk, poseł na Sejm PRL (ur. 1931)
- 1978 – Franciszek Frąckowiak, polski polityk, przewodniczący Prezydium Miejskiej Rady Narodowej w Poznaniu (ur. 1911)
- 1979:
  - Ewa Bandrowska-Turska, polska śpiewaczka operowa (sopran) (ur. 1894)
  - Bernard Jamnický, słowacki taternik, alpinista, przewodnik i ratownik górski (ur. 1943)
  - Zdzisław Pietras, polski pisarz (ur. 1927)
- 1980 – Franciszek Murawski, polski polityk, poseł na Sejm PRL (ur. 1905)
- 1981 – Romuald Łukaszyk, polski duchowny katolicki, teolog (ur. 1930)
- 1982:
  - Anatolij Gołownia, radziecki operator filmowy (ur. 1900)
  - Ed Hamm, amerykański lekkoatleta, skoczek w dal (ur. 1906)
- 1983:
  - Edward Brzozowski, polski piłkarz, trener (ur. 1920)
  - Oddbjørn Hagen, norweski kombinator norweski (ur. 1908)
  - Georges Sérès Jr., francuski kolarz torowy i szosowy (ur. 1918)
- 1984 – Michel Foucault, francuski filozof, historyk, socjolog (ur. 1926)
- 1985:
  - Wincenty Bartosiak, polski przedsiębiorca, armator (ur. 1901)
  - Raoul Naroll, amerykański antropolog kulturowy (ur. 1920)
- 1986:
  - Michele Mastromarino, włoski gimnastyk (ur. 1893)
  - Reinhold Münzenberg, niemiecki piłkarz (ur. 1909)
- 1987 – Carl Huisken, holenderski żeglarz sportowy (ur. 1902)
- 1988 – Hillel Slovak, amerykański gitarzysta, członek zespołu Red Hot Chili Peppers (ur. 1962)
- 1991 – Bogusław Sławomir Kunda, polski pisarz, krytyk literacki (ur. 1943)
- 1992 – James Stirling, brytyjski architekt (ur. 1926)
- 1994 – Matwiej Szaposznikow, radziecki generał porucznik (ur. 1906)
- 1995:
  - Warren Earl Burger, amerykański prawnik, prezes Sądu Najwyższego (ur. 1907)
  - Ernest Walton, irlandzki fizyk, laureat Nagrody Nobla (ur. 1903)
- 1997:
  - Jacques-Yves Cousteau, francuski podróżnik, oceanograf, autor filmów dokumentalnych (ur. 1910)
  - Marek Varisella, polski kierowca rajdowy (ur. 1930)
- 1998:
  - Witold Formański, polski prawnik, sędzia (ur. 1913)
  - Marek Papała, polski oficer policji, komendant główny (ur. 1959)
- 1999:
  - Jorge Góngora, peruwiański piłkarz (ur. 1906)
  - Fred Trump, amerykański przedsiębiorca, filantrop pochodzenia niemieckiego, ojciec Donalda (ur. 1905)
- 2001:
  - Matthew Ansara, amerykański aktor, kulturysta (ur. 1965)
  - Jerzy Bielenia, polski aktor (ur. 1918)
  - Kurt Hoffmann, niemiecki reżyser filmowy (ur. 1910)
  - Wojciech Roeske, polski farmakolog (ur. 1916)
- 2002 – Derrek Dickey, amerykański koszykarz, komentator sportowy (ur. 1951)
- 2003:
  - Zenel Hamiti, albański polityk komunistyczny (ur. 1919)
  - Lester Maddox, amerykański polityk (ur. 1915)
  - Władysław Miniach, polski pułkownik pilot (ur. 1920)
  - Stanisław Poczęsny, polski górnik, polityk, poseł na Sejm PRL (ur. 1922)
  - Stanisław Sienkiewicz, polski rolnik, polityk, poseł na Sejm RP (ur. 1951)
  - Theodore Cressy Skeat, brytyjski bibliotekarz (ur. 1907)
- 2004:
  - Karol Kennedy, amerykańska łyżwiarka figurowa (ur. 1932)
  - Jakow Siergunin, rosyjski generał, polityk, wicepremier prorosyjskiego rządu Czeczenii (ur. 1954)
  - Nikołaj Szlaga, radziecki generał pułkownik, polityk (ur. 1935)
- 2005:
  - John Fiedler, amerykański aktor (ur. 1925)
  - Jiří Kodet, czeski aktor (ur. 1937)
  - Włodzimierz Plaskota, polski kompozytor, kierownik muzyczny kabaretu Elita (ur. 1933)
- 2006:
  - Ingeborg Geisendörfer, niemiecka polityk (ur. 1907)
  - Władysław Żeleński, polski prawnik, historyk, publicysta (ur. 1903)
- 2007:
  - Alida Bosshardt, holenderska działaczka humanitarna (ur. 1913)
  - Mahasti, irańska piosenkarka (ur. 1946)
  - Georgi Zacharinow, bułgarski działacz sportowy (ur. 1965)
- 2008 – Gerard Batliner, liechtensteiński polityk, premier Liechtensteinu (ur. 1928)
- 2009:
  - Farrah Fawcett, amerykańska aktorka (ur. 1947)
  - Michael Jackson, amerykański piosenkarz, muzyk, kompozytor, autor tekstów, filantrop (ur. 1958)
  - Franciszek I Albrecht von Ratibor, książę raciborski (ur. 1920)
  - Zinaida Stahurska, białoruska kolarka szosowa (ur. 1971)
- 2010:
  - Zygmunt Król, polski kierownik produkcji filmowej (ur. 1918)
  - Jarosław Markiewicz, polski malarz, poeta (ur. 1942)
- 2011:
  - Rune Gustafsson, szwedzki lekkoatleta, długodystansowiec (ur. 1919)
  - Kuba Kozioł, polski poeta, tłumacz (ur. 1960)
  - Jan Kułakowski, polski prawnik, związkowiec, polityk, eurodeputowany (ur. 1930)
  - Margaret Tyzack, brytyjska aktorka (ur. 1931)
- 2012 – Ryszard Kossobudzki, polski żołnierz AK, uczestnik powstania warszawskiego (ur. 1925)
- 2013:
  - Jacenty Jędrusik, polski aktor (ur. 1954)
  - Joanna Pizoń-Świtkowska, polska pływaczka (ur. 1961)
- 2014 – Ana María Matute, hiszpańska pisarka, krytyk i teoretyk literatury (ur. 1925)
- 2015:
  - Nerses Bedros XIX, egipski duchowny, patriarcha Kościoła katolickiego obrządku ormiańskiego (ur. 1940)
  - Patrick Macnee, brytyjski aktor (ur. 1922)
  - Henryk Marian Rek, polski trener i działacz kajakarski (ur. 1930)
  - Barbara Wojtowicz-Natanson, polska fizyk, wykładowczyni akademicka (ur. 1924)
- 2016:
  - Nicole Courcel, francuska aktorka (ur. 1931)
  - Jack Cropp, nowozelandzki żeglarz sportowy (ur. 1927)
  - Manfred Deix, austriacki grafik, karykaturzysta (ur. 1949)
  - Monika Dzienisiewicz-Olbrychska, polska aktorka, reżyserka, pedagog (ur. 1939)
  - Alfred Hartenbach, niemiecki polityk (ur. 1943)
  - Adam Kilian, polski plastyk, grafik, scenograf teatrów lalek (ur. 1923)
  - Patrick Mayhew, brytyjski polityk (ur. 1929)
- 2017:
  - Sunil Joshi, nepalski sztangista (ur. 1966)
  - Borys Kierdaszuk, polski fizyk, wykładowca akademicki (ur. 1955)
  - Denis McQuail, brytyjski socjolog, wykładowca akademicki (ur. 1935)
  - Félix Mourinho, portugalski piłkarz, bramkarz, trener (ur. 1938)
  - Me’ir Nimni, izraelski piłkarz (ur. 1948)
  - Włodzimierz Wójcicki, polski szablista (ur. 1933)
- 2018:
  - Štefka Drolc, słoweńska aktorka (ur. 1923)
  - Stefan Elek, węgiersko-polski inżynier ogrodnictwa, architekt krajobrazu, tłumacz (ur. 1917)
  - Jacek Hałasik, polski dziennikarz radiowy (ur. 1944)
  - Janina Moniuszko-Jakoniuk, polska naukowiec, farmakolog, toksykolog, wykładowczyni akademicka (ur. 1943)
  - Bo Nilsson, szwedzki kompozytor (ur. 1937)
  - Tadeusz Szczepaniak, polski ekonomista, wykładowca akademicki (ur. 1931)
- 2019:
  - Giuseppe Fabiani, włoski duchowny katolicki, biskup Imoli (ur. 1926)
  - Bryan Marshall, brytyjski aktor (ur. 1938)
- 2020:
  - Huey, amerykański raper (ur. 1989)
  - Emeka Mamale, kongijski piłkarz (ur. 1977)
- 2021:
  - Wojciech Grzeszek, polski związkowiec, samorządowiec (ur. 1954)
  - Justyna Kurczak, polska historyk filozofii, wykładowczyni akademicka (ur. 1945)
  - Wes Madiko, kameruński muzyk, wokalista (ur. 1964)
  - Adam Małkiewicz, polski historyk sztuki, wykładowca akademicki (ur. 1936)
  - Zygmunt Tomala, polski plastyk, wokalista, członek zespołu Druga Strona Lustra (ur. 1976)
  - Tadeusz Wijata, polski fotograf (ur. 1955)
- 2022:
  - Javier Cárdenas, meksykański piłkarz (ur. 1952)
  - Dietmar Streitler, austriacki zapaśnik (ur. 1964)
  - Zbigniew Suliga, polski artysta fotograf (ur. 1952)
  - Zygmunt Wielogórski, polski samorządowiec, polityk, wojewoda siedlecki (ur. 1949)
  - Bill Woolsey, amerykański pływak (ur. 1934)
- 2023:
  - Wilhelm Büsing, niemiecki jeździec sportowy (ur. 1921)
  - Simon Crean, australijski prawnik, polityk, lider opozycji, minister handlu (ur. 1949)
  - John B. Goodenough, amerykański fizyk, chemik, wykładowca akademicki, laureat Nagrody Nobla w dziedzinie chemii (ur. 1922)
- 2024:
  - Sika Anoaʻi, samoański wrestler (ur. 1945)
  - Bill Cobbs, amerykański aktor (ur. 1934)
- 2025:
  - Wim van Eekelen, holenderski prawnik, polityk, dyplomata, minister obrony, sekretarz generalny UZE (ur. 1931)
  - Michał Komoszyński, polski biochemik (ur. 1943)
  - Michał Sznajder, polski agronom, ekonomista rolny (ur. 1945)
  - Jacek Wasilewski, polski socjolog, profesor nauk humanistycznych, nauczyciel akademicki (ur. 1945)